# Croton aubrevillei
Espèce
Statut de conservation UICN

 VU A2c; B2ab(iii) : Vulnérable
Croton aubrevillei est une espèce de plantes à fleurs du genre Croton et de la famille des Euphorbiaceae, présente en Côte d'Ivoire et au Gabon.